# Горња Брштаница
Горња Брштаница је насељено мјесто у општини Вишеград, Република Српска, БиХ. Према попису становништва из 1991. у насељу је живјело 49 становника.

## Географија
Горња Брштаница се налази сјеверозападно од Вишеграда на лијевој обали ријеке Дрине.

## Становништво
| Националност       | 1991.       |
| Муслимани          | 48 (97,96%) |
| остали и непознато | 1 (2,04%)   |
| Укупно             | 49          |

| Демографија | Демографија | Демографија |
| Година      | Становника  | Становника  |
| ----------- | ----------- | ----------- |
| 1991.       | 49          |             |